# 奈河彰輔
奈河 彰輔（なかわ しょうすけ、1931年10月6日 - 2014年10月13日）は、歌舞伎の脚本家、演出家、製作スタッフ、プロデューサー(奥役) 。
大阪府生まれ。本名・中川芳三。大阪大学卒。1957年松竹に入社し、関西歌舞伎の企画などを担当。1964年から復活狂言の台本を手がけ、3代目市川猿之助と組んで「伊達の十役」「小笠原騒動」などを制作。京都南座支配人ののち、1988年松竹取締役。編著に『昭和の南座』（中川芳三、松竹 1991-1992年）がある。  
2014年10月13日午後10時20分、肺炎のため大阪市の病院で死去。83歳没。

## 参考資料
- 『かぶき手帖 2002年版』』｜編集・発行：社団法人伝統歌舞伎保存会・松竹株式会社・社団法人日本俳優協会｜2002年1月1日 第1刷発行｜ISBN 9784827530032｜全288頁｜文芸スタッフ：p.230 『奈河彰輔』｜なかわ・しょうすけ｜脚本・演出・製作。
- 田村民子 (2010年4月12日). “〜歌舞伎作者・演出家 編〜奈河彰輔さん（全4頁）”. 歌舞伎美人. もっと楽しむ｜「懐古」を楽しむ｜ちょっと昔の歌舞伎 モノからひもとく想い出あれこれ【歌舞伎いろは】.  松竹. 2022年3月17日閲覧。